# Amparo Rodrigo
María Amparo Rodrigo Lorenzo (...) è una modella spagnola, eletta Miss Spagna nel 1968.

## Biografia
Ex operaia di una fabbrica di passamaneria, la Delgado fu incoronata Miss Spagna a Valencia, avendo modo dapprima di affermarsi come modella, ed in seguito di aprire una propria agenzia di moda e scuola per hostess.
Lo stesso anno dell'incoronazione come Miss Spagna, la Rodrigo avrebbe dovuto partecipare a Miss Mondo, ma a causa di alcune dichiarazioni rilasciate dalla concorrente di Gibilterra, Sandra Sanguinetti, la Spagna si ritirò dal concorso per protesta. Nel 1969 la Rodrigo ebbe modo di prendere parte a Miss Universo 1969. Nello stesso anno si classificò quarta a Miss Europa. 